# 滴水岩
滴水岩，又名显圣岩、显迹岩，是位于中国福建省宁德市周宁县礼门乡礼门村的一个旅游景点，在礼门村西南2公里处，距周宁县城狮城镇约29公里。岩洞内建有一个明代时期的佛殿，1983年入选周宁县首批文物保护单位。

## 景区概览
滴水岩得名于岩洞上方常年有不断的流水，岩壁为火山质球泡流纹岩，整体宽300多米，高200多米，岩壁整体形似狮子横卧，故主岩洞俗称狮口洞（或狮子洞），狮口洞高23米、宽13米、深29米，洞口上方左右两侧又有被称为“狮耳洞”的两个洞穴，又名翠微洞和仙境洞，此外亦有大小不一的其他洞口，如涌云洞、祖师洞、通天洞等。滴水岩中部有琵琶漈（“漈”在当地方言中意为瀑布），得名于其形如竖立的琵琶。
滴水岩在宋代时由仕本村（今属礼门乡）村民发现，将其开辟为拜佛之所，后在岩洞内外建造了数个佛教建筑。清朝嘉庆年间进士、曾担任国史馆总纂的魏敬中在此游览并题写了一首七言诗。1949年，周宁县县长黄颐游览此地，在此题写“八闽首景”四字。1983年，周宁县人民政府将滴水岩一带公布为第一批县级文物保护单位。1987年，岩前建成了一个人工湖，游人可在湖面行舟观光，宁德市人民政府将其列入“优先开发景区”。2012年，周宁县人民政府和礼门乡人民政府对滴水岩景区投资1亿元人民币进行综合开发，以期深入发掘其旅游资源。

## 建筑与保护
明朝景泰三年（1452年），村民在洞内建造大雄宝殿，并在崇祯四年（1631年）、清朝光绪六年（1880年）及光绪二十四年（1898年）三次重修，大雄宝殿整体建筑建于石窟之中，坐北朝南，宽10米，深12.4米，高8.5米，面阔三间，进深五间，穿斗式木构架，平顶，殿内的斗拱分层重叠，形成八角藻井。岩下则有明朝成化七年（1471年）建成的岩麓寺佛殿，1986年、1988年两度焚毁于火灾，此后原址上又重建了僧舍和童生书斋，书斋为木制结构。